# Manuel Vital Gordillo
Manuel Vital Gordillo (Córdoba, Andalucía, 1977) es un profesor y político español del Partido Socialista Obrero Español. Fue alcalde del municipio andaluz de Sanlúcar de Barrameda desde 5 de junio de 1991 al 17 de junio de 1999, segundo alcalde electo democráticamente del pueblo tras el fallecimiento de Francisco Franco.

## Biografía
Es padre de dos Hijos. Asedio a la alcaldía el 5 de junio de 1991, cuando prosperó una moción de censura presentada por el Partido Socialista Obrero Español y apoyada por los partidos del Centro Democrático y Social y Alianza Popular, los cuales desplazaron de la presidencia de la corporación municipal al comunista José Luis Medina Lapieza. Por último es maestro en el colegio tras haber dejando la alcaldía de Sanlúcar de Barrameda el 17 de junio de 1999. Es vicepresidente de la Mancomunidad de Municipios del Bajo Guadalquivir.

A los alumnos les digo que venimos al cole a equivocarnos, hay que defender el error
Manuel Vital Gordillo